# Jem Karacan
Jem Paul Karacan (né le 21 février 1989 à Catford, dans la banlieue de Londres, en Angleterre), est un footballeur turc. Il joue au poste de milieu défensif à Scunthorpe United.
Il compte aussi quatre sélections en équipe de Turquie espoirs de football.

## Carrière
Après avoir été formé au club de Wimbledon puis de Reading, Jem Karacan signe à l'âge de 18 ans un contrat professionnel dans ce dernier, malgré l'intérêt du club turc de Galatasaray et d'un essai à Manchester United. Peu de temps après, il est prêté à l'AFC Bournemouth. En 2008, il est l'objet d'un autre prêt, cette fois au club de Millwall où il reste un mois et demi.
Le 17 août 2018, il rejoint Millwall.
Le 4 janvier 2021, il rejoint Scunthorpe United.

## Palmarès
Reading
- Championship (D2)
  - Champion : 2012

## Statistiques
| Saison      | Club            | Pays           | Championnat        | Coupes nationales |
| ----------- | --------------- | -------------- | ------------------ | ----------------- |
| 2007 - 2008 | AFC Bournemouth | League One     | 13 matchs / 1 but  | 4 matchs / 1 but  |
| 2007 - 2008 | Millwall        | League One     | 7 matchs           | -                 |
| 2008 - 2009 | Reading         | Championship   | 15 matchs / 1 but  | 2 matchs / 1 but  |
| 2009 - 2010 | Reading         | Championship   | 27 matchs          | 4 matchs          |
| 2010 - 2011 | Reading         | Championship   | 43 matchs / 3 buts | 5 matchs          |
| 2011 - 2012 | Reading         | Championship   | 37 matchs / 3 buts | -                 |
| 2012 - 2013 | Reading         | Premier League | 21 matchs / 1 but  | 5 matchs          |
| 2013 - 2014 | Reading         | Championship   | 7 matchs / 2 buts  | -                 |
| 2014 - 2015 | Reading         | Championship   | 8 matchs / 1 but   | 1 match           |
| 2015 - 2016 | Galatasaray SK  | Süper Lig      | -                  | -                 |

Dernière mise à jour le 13 juillet 2015